# Giorgia Denti
Giorgia Denti (Soresina, 25 febbraio 1985) è un'allenatrice di ginnastica ed ex ginnasta italiana; fino al 2002 fu un'atleta internazionale, vincitrice di un bronzo europeo e di una medaglia d'argento ai Giochi del Mediterraneo, entrambe nel concorso ginnico a squadre.

## Biografia
Nativa di Soresina, cittadina del Cremonese in cui iniziò a praticare ginnastica all'età di 4 anni, entrò a 13 anni nella Brixia di Brescia, con cui si mise in luce a livello nazionale.
Atleta senior dal 2000, anno di sua prima partecipazione al campionato di serie A1, debuttò nel 2001 in nazionale maggiore e conquistò un argento a squadre ai XIV Giochi del Mediterraneo di Tunisi; in quello stesso anno giunse a Nantes (Francia) in finale di Coppa Europa per club con la sua società di ginnastica, ma un infortunio occorsole prima dell'ultima giornata di gare fu tra i fattori che costarono al Brixia la sconfitta contro le compatriote del Lissone.
Nel 2002 fece parte della squadra italiana ai XXIV europei femminili di Patrasso (Grecia) con cui si aggiudicò il terzo posto assoluto alle spalle di Russia e Paesi Bassi.
Pochi mesi dopo tale competizione giunse il ritiro dall'attività agonistica a 17 anni, per passare a quella tecnica